# Karl Erik Edebrand

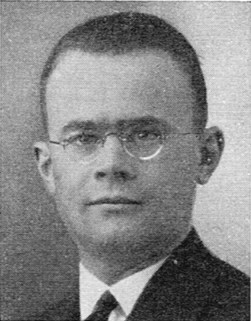
Karl Erik Edebrand.

Karl Erik Harald Edebrand, född 9 december 1910 i Örebro, död 24 maj 1985 i Malmö, var en svensk trafikchef. 
Edebrand, som var son till snickarmästare Erik Andersson och Anna Svensson, avlade studentexamen 1930. Han avlade trafikelevexamen vid Statens Järnvägar 1930 och blev stationsskrivare där 1933. Han blev trafikinspektör vid Malmö stads spårvägar 1942 och trafikchef där 1947. Han var länstrafikledare för Malmöhus län 1944–1946. Han innehade ett flertal patent på biljettmaskiner och redovisningssystem samt skrev artiklar i svenska och utländska trafiktidskrifter.